# Marisa Olislagers
Marisa Christiane Wilhelmina Olislagers (* 9. September 2000 in Velsen) ist eine niederländische Fußballspielerin. Sie steht derzeit beim FC Twente Enschede unter Vertrag und spielte 2021 erstmals für die niederländische Nationalmannschaft.

## Karriere

### Vereine
Marisa Olislagers begann ihre Karriere im Alter von acht Jahren beim BVC Bloemendaal. In ihrer Jugend spielte sie dann für RKVV DSS, Telstar 1963 und CTO Amsterdam. Ab April 2018 spielte Olislagers dann in der Eredivisie für ADO Den Haag. Beim Spiel gegen Excelsior Rotterdam am 7. September 2018 kam sie erstmals für ihren neuen Verein zum Einsatz. Am 13. Juni 2019 verlängerte sie ihren Vertrag um eine weitere Saison. Im April 2020 wechselte Olislagers zum FC Twente Enschede. Mit Twente gewann sie 2021 und 2022 die niederländische Meisterschaft. In der Qualifikation zur Gruppenphase der UEFA Women’s Champions League 2021/22 und 2022/23 scheiterte sie mit Twente jeweils an Benfica Lissabon.

### Nationalmannschaft
Olislagers spielte zunächst für die niederländische U-15-Mannschaft, U-16-Mannschaft, U-17-Mannschaft, U-19-Mannschaft und U-23-Mannschaft. Im November 2021 wurde sie erstmals in die niederländische Nationalmannschaft berufen. Bei einem Freundschaftsspiel gegen Japan am 29. November 2021 kam sie dann erstmals für die Nationalmannschaft zum Einsatz. Bei der Fußball-Europameisterschaft der Frauen 2022 kam sie in zwei Spielen zum Einsatz, wobei sie einmal eingewechselt wurde und einmal von Beginn an spielte.

## Erfolge
- Eredivisie: 2020/21, 2021/22[10]
- Eredivisie-Cup: 2021/22[11]
- Niederländischer Supercup: 2022[12]